# كلود فوريلون
كلود موريس مارسيل فوريلون (بالفرنسية: Claude Maurice Marcel Vorilhon) (ولد في 30 سبتمبر 1946) هو مؤسس والزعيم الحالي للديانة الرائيلية.
رائيل كان مغنيا في صغره، ثم عمل كصحفي في مجال السيارات الرياضية لمجلته الخاصة أوتو بوب (بالفرنسية: Auto Pop). يدعي فوريلون بأن مخلوقات فضائية تُدعي «إلوهيم» اتصلت به في ديسمبر 1973، فقام بتغيير اسمه إلى «رائيل» (تعني «رسول إلوهيم») لهذا السبب.

## وصلات خارجية
- Rael.org - الموقع الرسمي للحركة الرائيلية